# بنی بینیون
بنی بینیون (انگلیسی: Benny Binion; ۲۰ نوامبر ۱۹۰۴ – ۲۵ دسامبر ۱۹۸۹) کارآفرین، و بازیکن پوکر اهل ایالات متحده آمریکا بود.